# 田喜野井
田喜野井（たきのい）は、千葉県船橋市の地名。現行行政地名は田喜野井一丁目から七丁目。住民基本台帳による2009年2月1日現在の人口は12,758人。郵便番号274-0073。

## 地理
船橋市東部に位置する。北で薬園台町・薬円台、東で三山、南で習志野市藤崎、西で前原東、北西で滝台と隣接する。

### 河川
菊田川水系の河川。田喜野井川と三田川が合流して菊田川になるが、合流するのは習志野市に入ってからである。
- 田喜野井川
  - 二宮川
- 三田川
  - 三山川

### 地価
住宅地の地価は、2014年（平成26年）1月1日の公示地価によれば、田喜野井7-23-13の地点で8万9400円/m2となっている。

## 歴史
旧田木野井村の村域に相当する。田喜野井は、谷津田を構成する菊田川河谷の最上流部に位置したことから、その下流部に隣接していた津田沼町（現・習志野市）の母体となった久々田村、藤崎村の両村とは関係が深かったという。

### 地名の由来
湧水があって、水がたぎって出たことから「たぎの井」と呼ばれていた。そのうち水田に米が良く取れて喜んだ、ということが合わさり現在の「田喜野井」となった。また、田喜野井を土地の者は「タギノイ」と発音していた、「タギ」は元々「滝」とほぼ同じ意味で、水の勢いが激しいことであり、この地に大規模な湧水地があってたぎっていたことから「タギノイ」と呼ばれるようになったとも言われている。

## 世帯数と人口
2017年（平成29年）11月1日現在の世帯数と人口は以下の通りである。
| 丁目           | 世帯数    | 人口     |
| -------------- | --------- | -------- |
| 田喜野井一丁目 | 974世帯   | 2,329人  |
| 田喜野井二丁目 | 674世帯   | 1,549人  |
| 田喜野井三丁目 | 358世帯   | 827人    |
| 田喜野井四丁目 | 1,415世帯 | 3,140人  |
| 田喜野井五丁目 | 958世帯   | 2,228人  |
| 田喜野井六丁目 | 654世帯   | 1,516人  |
| 田喜野井七丁目 | 599世帯   | 1,403人  |
| 計             | 5,632世帯 | 12,992人 |

## 小・中学校の学区
市立小・中学校に通う場合、学区は以下の通りとなる
| 丁目           | 番地            | 小学校                                                  | 中学校                                              |
| -------------- | --------------- | ------------------------------------------------------- | --------------------------------------------------- |
| 田喜野井一丁目 | 全域            | 船橋市立田喜野井小学校                                  | 船橋市立三田中学校                                  |
| 田喜野井二丁目 | 全域            | 船橋市立田喜野井小学校                                  | 船橋市立三田中学校                                  |
| 田喜野井三丁目 | 全域            | 船橋市立田喜野井小学校                                  | 船橋市立三田中学校                                  |
| 田喜野井四丁目 | 28～44番        | 船橋市立田喜野井小学校                                  | 船橋市立三田中学校                                  |
| 田喜野井四丁目 | 1～27番         | 船橋市立二宮小学校 船橋市立田喜野井小学校 ※どちらか選択 | 船橋市立二宮中学校 船橋市立三田中学校 ※どちらか選択 |
| 田喜野井五丁目 | 21～32番        | 船橋市立二宮小学校 船橋市立田喜野井小学校 ※どちらか選択 | 船橋市立二宮中学校 船橋市立三田中学校 ※どちらか選択 |
| 田喜野井五丁目 | 1～19番         | 船橋市立二宮小学校                                      | 船橋市立二宮中学校                                  |
| 田喜野井五丁目 | 20番 33番～39番 | 船橋市立薬円台南小学校                                  | 船橋市立三田中学校                                  |
| 田喜野井六丁目 | 1～23番         | 船橋市立薬円台南小学校                                  | 船橋市立三田中学校                                  |
| 田喜野井六丁目 | 24～38番        | 船橋市立田喜野井小学校                                  | 船橋市立三田中学校                                  |
| 田喜野井七丁目 | 全域            | 船橋市立薬円台南小学校                                  | 船橋市立三田中学校                                  |

## 交通
道路が大通りを中心に通っている。最寄り駅は京成電鉄松戸線前原駅・薬園台駅・習志野駅。

## 施設
- 船橋市三田公民館（2丁目）
- 田喜野井公園（4丁目）
- 船橋市立三田中学校（2丁目）
- 船橋市立田喜野井小学校（4丁目）
- 津田沼グリーンハイツ（4丁目）
- 学校法人集英学園たきのい幼稚園（6丁目）
- 護国山正法寺（3丁目）
- 田喜野井子神社（3丁目）
- 田喜野井稲荷神社（6丁目）

## 関連事項
- 下総三山の七年祭り - 田喜野井の衆は、「た」のはっぴ等を着て参加。